# Банк сперми
Банк сперми — сховище, де містяться заморожені в рідкому азоті сперматозоїди для їх подальшого використання з метою лікування безпліддя, зумовленого як чоловічим, так і жіночим фактором, наступними видами допоміжних репродуктивних технологій: штучна інсемінація, екстракорпоральне запліднення (ЕКЗ). 
Штучні інсемінація передбачає розміщення сперми безпосередньо в матці для запліднення. Метод ЕКЗ передбачає об'єднання чоловічих та жіночих статевих клітин в лабораторії та перенесення зростаючого ембріона в матку.
Банки сперми організовані або при медичних установах для зберігання сперми людини, або при ветеринарних установах (звіроферми, зоопарки) для зберігання сперми тварин.